# Хань Сун
Хань Сун (кит. 韩松, піньїнь: Hán Sōng, нар. 28 серпня 1965) — китайський журналіст агенції новин Сіньхуа, відомий письменник-фантаст, багаторазовий лауреат премій «Галактика» та «Туманність».

## Життя
Хань Сун народився 28 серпня 1965 року в Чунціні, Китайська Народна Республіка.
1984 —1991 рр. він навчався в Уханьському університеті. 1988 року отримав ступінь бакалавра з англійської мови, 1991 року закінчив факультет журналістики. Має ступінь магістра права.
Хань Сун працював репортером в державній центральній інформаційній агенції Сіньхуа, заступником головного редактора та виконавчим редактором шанхайського журналу «Східний світогляд» (кит.: 瞭望东方周刊). Обіймав посади редактора зовнішньополітичного відділення та заступника директора китайського бюро агенції Сіньхуа. Член Комуністичної партії Китаю.
Він багато пише про нові події в галузі науки і культури, успіхи соціального розвитку. Деякі з його публікацій виходять окремими виданнями, наприклад, «Клони» (кит.: 人造 人, 1997) про успіхи клонування.

## Творчість
Першою публікацією Ханя стало оповідання «Перший епізод» про китайського космонавта на Місяці, що було опубліковано в китайському часописі «Світ наукової фантастики» 1985 року.
1991 року у тайваньському журналі «Міраж» (кит.: 幻象) вийшло його оповідання «Надгробки Всесвіту» (кит.: 宇宙墓碑), в КНР ця збірка була під забороною протягом десяти років, оскільки вважалася занадто песимістичною. Забороненим лишається опубліковане в мережі оповідання «Моя батьківщина не мріє» (кит.: 我的祖国不做梦) , в якому авторитарна держава контролює своїх громадян за допомогою наркотичних препаратів і покращує їхню працю введенням до лунатичного стану.
1999 року він опублікував публіцистичну збірку «Маніфест уяви» (кит.: 想像力宣言), в якій критикував деспотизм, що не дозволяє людям вільно володіти своєю уявою.
Хань Сун відомий своєю антиамериканською позицією. 2000 року він видав роман «Подорож на Захід 2066 року» (кит.: 2066年之西行漫记, в якому зображений занепад і ізоляція Сполучених Штатів, тоді як Китай відіграє в світі панівну роль. За рік до трагедії 11 вересня Хань Сун описав руйнацію веж-близнюків Всесвітнього торгового центру внаслідок терористичних дій. 2011 року роман перевидано під назвою «Марс сяє над Америкою» (кит.: 火星照耀美国), що пародує назву роману Едгара Сноу «Червона зірка над Китаєм».
Хань Сун з 2001 року є членом Спілки письменників Китаю та Асоціації китайських письменників-фантастів.
Значна увага у творчості Хань Суна приділяється апокаліптичним наслідкам діяльності людства. Так, в романі «Червоний океан» (кит.: 红色海洋, 2004)" йдеться про світ, в якому внаслідок ядерної війни і екологічної катастрофи відбуваються такі кліматичні зміни, що генетично модифіковані люди змушені переселитися на океанське дно.
2010 року Хань Сун привернув увагу китайської науково-фантастичної спільноти своїм знаменитим романом «Метро» (кит.: 地铁), що складається з п'яти сюжетно пов'язаних повістей про пекінський метрополітен. У творі, де група китайських дослідників, чиї предки покинули Сонячну систему, повертається на Землю і вивчає китайську історію і культуру в тунелях підземки, метафорично зображені модернізаційні перегони Китаю, неконтрольований рух в майбутнє. Сам Хань Сун є прихильником особливого китайського шляху і не підтримує західноорієнтований напрямок розвитку країни. Як пише China Daily, Хан відчуває себе «вірним націоналістом в серці», але критично ставиться до бажання Китаю вестернізувати якнайшвидше, вважає «швидкий розвиток невідповідним основним азійським цінностям» і побоюється, що «прийняття китайцями чужорідної науки, технології та модернізації перетворить їх в монстрів».
2016 року вийшла збірка оповідань Хань Суна «Перероблена цегла» (кит.: 再生砖), присвячена реконструкції районів, що постраждали від землетрусу у 2008 році у Сичуані.
31 травня 2018 року відбулась Друга церемонія нагородження китайською літературною премією Цзіндун (кит.: 第二届京东文学奖) на якій Хань Сун виграв премію в категорії «Наукова фантастика» за роман «Екзорцизм» (кит.: 驱魔, 2017).
19-20 травня 2018 року під час Першого Азійсько-Тихоокеанського науково-фантастичного конвенту в Пекіні Хань Сун отримав премію «Гравітація» за найкращий роман «Екзорцизм», а також розділив з Чжоу Вень премію за найкраще оповідання «Увертюра до Свята весни»

## Нагороди і визнання
- 1989 Премія «Галактика» (відмінна робота) «Закон неба» (кит.: 天道)[11]
- 1995 Премія «Галактика» (друга премія) «Перетин без відповіді» (кит.: 没有答案的航程)[11]
- 2002 Премія «Галактика» (вибір читачів) «Вода під небом» (кит.: 天下之水)[11]
- 2005 Премія «Галактика» (вибір читачів) «В раю метро немає» (кит.: 天堂里没有地下铁)[11]
- 2009 Премія «Галактика» (вибір читачів) «Вілла «Зелений Берег» (кит.: 绿岸山庄)[11]
- 2010 Премія «Туманність» найкращому письменнику[12]
- 2011 Премія «Туманність» за найкраще оповідання «Перероблена цегла» (кит.: 再生砖)[13]
- 2013 Премія «Галактика» за найкраще оповідання «Вік старості» (кит.: 老年时代)[14]
- 2014 Премія «Галактика» за найкращу науково-фантастичну книгу «Надгробки Всесвіту» (кит.: 宇宙墓碑)
- 2017 Премія «Туманність» за найкращий роман «Екзорцизм» (кит.: 驱魔, 2017)[15]
- 2018 Премія «Гравітація» за найкращий роман «Екзорцизм»
- 2018 Премія «Гравітація» за найкраще оповідання «Увертюра до Свята весни» (кит.: 春节序曲, 2017)
- 2018 Літературна премія Цзіндун в категорії «Наукова фантастика» за роман «Екзорцизм»

## Вибрана бібліографія

### Романи
- 2000 «Марс сяє над Америкою: Подорож на Захід 2066» (кит.: 火星照耀美国 : 2066 年之西行漫记)
- 2004 «Червоний океан» (кит.: 红色海洋)
- 2010 «Метро» (кит.: 地铁)
- 2010 «Соліст»  (кит.: 独唱者)
- 2012 «Швидкісна залізниця» (кит.: 高铁)

Трилогія «Лікарня»:
- 2016 «Лікарня» (кит.: 医院)
- 2017 «Екзорцизм» (кит.: 驱魔)

### Оповідання та повісті
- 1991 «Надгробки Всесвіту» (кит.: 宙墓碑)
- 1998 «Дві маленькі пташки» (кит.: 两只小鸟)
- 2002 «Колесо Самсари» (кит.: 噶赞寺的转经筒)
- 2001 «Водні люди» (кит.: 水栖人)
- 2003 «Моя батьківщина не мріє» (кит.: 我的祖国不做梦)
- 2003 «Велика стіна» (кит.: 长城)
- 2003 «Аварія в метро» (кит.: 地铁惊变)
- 2005 «Пасажири та Творці» (кит.: 乘客与创造者)
- 2010 «Перероблена цегла» (кит.: 再生砖)
- 2011 «Вся вода у світі»  (кит.: 天下之水)
- 2011 «Земля пласка» (кит.: 世界是平的)
- 2012 «Вік старості» (кит.: 老年时代)
- 2013 «Фундаментальна природа Всесвіту» (кит.: 宇宙的本性)
- 2015 «Перевірка безпеки» (кит.: 安买)
- 2016 «Селінджер і корейці» (кит.: 塞林格與朝鮮人)
- 2017 «Увертюра до Свята весни» (кит.: 春节序曲)